# アセタール

アセタールの一般構造式

アセタール (acetal) は有機化合物のうち、R3−C(OR1)(OR2)−R4 で表されるエーテルの呼称で、アルデヒドもしくはケトンに酸触媒下でアルコールを縮合させると得られる。
かつてはアルデヒドから得られるものをアセタール、ケトンから得られるものをケタールと呼んで区別していたが、現在はいずれもアセタールと呼ぶことが推奨されている。
アルデヒド、ケトンのアセタール化反応は二段階の可逆反応であり、反応中間体としてヘミアセタール (R1−C(OR')(OH)−R2) が生成する。これは通常は不安定なので直ちに別のアルコールと反応しアセタールとなるか、脱アルコールして元のアルデヒド、ケトンに戻る。しかし強い電子求引性基を持つアルデヒドやケトンをアルコール溶媒に溶解した場合には、ヘミアセタールが安定に生成することがある。
アセタールはアルデヒドやケトンのような求電子性をあまり示さず、またアルコールのような求核性も示さない。そして温和な酸性条件で元のアルデヒドやケトン、ジオールへと戻すことができる。そのため、アルデヒド、ケトン、1,2- または 1,3-ジオールの保護基としてしばしば使用される。特に、ジオールとアセトンが縮合してできる環状アセタールのことをアセトニド (acetonide) と呼ぶ。
「アセタール」はアセトアルデヒドジエチルアセタール ((CH3CH2O)2CHCH3) の慣用名でもある。
アセタール構造を持つ重合体として、ポリアセタール（アセタール樹脂）がある。